# Game Boy Color
La Game Boy Color (en Japón ゲームボーイカラー; Gēmu Bōi Karā), abreviada GBC es una videoconsola portátil de la quinta generación de la familia de sistemas de videojuegos de Nintendo Game Boy, esta portátil es la competidora principal de la PocketStation de Sony y la Neo Geo Pocket Color de SNK.
Salió al mercado en Japón el 23 de octubre de 1998 por el retraso del lanzamiento de la futura Game Boy Advance que saldría a la venta en 1997, pero Nintendo decidió seguir mejorando la Game Boy Advance. Por el retraso de este lanzamiento sale una consola no pensada: Game Boy Color.
Una particularidad de esta consola es ser la primera compatible con su antecesora, así que los antiguos juegos de la Game Boy clásica pueden correr en esta nueva Game Boy con más colores parecido al Super Game Boy. Era inferior de todas formas a su contemporánea Neo Geo Pocket Color e incluso consolas antiguas como Atari Lynx (en lo que a calidad gráfica se refiera), como mucho su capacidad técnica es un poco mejor comparada con la Sega Game Gear. Así como la Atari Lynx o Sega Game Gear no podrían hacerle competencia en lo que a tamaño y practicidad se refiera.
La Game Boy Color tiene un catálogo de 925 juegos diferentes que salieron desde 1998 a 2002. Esta consola también tiene una gran cantidad de juegos cancelados que por ciertos motivos no llegaron al sistema o fueron lanzados a su sucesora; el más destacable fue Resident Evil que fue cancelado al llevar un 91 % de desarrollo.

## Juegos
Hay tres tipos de juegos compatibles con Game Boy Color: los juegos originales de Game Boy (cartuchos frecuentemente de color gris), los juegos de Game Boy Color compatibles con Game Boy (cartuchos negros, dorados y plateados) y finalmente los juegos exclusivos que solo se pueden utilizar en Game Boy Color (cartuchos transparentes). La Game Boy Color, al igual que el periférico Super Game Boy, permite que los juegos de Game Boy monocromáticos de cuatro tonos de gris, se pueden jugar con 4 colores seleccionables desde una paleta de 32 colores preprogramada. Los siguientes juegos de Game Boy originales contaban con una paleta propia: Donkey Kong, Golf, Kirby's Dream Land, Kirby's Dream Land 2, Kirby's Pinball Land, Metroid II: Return of Samus, Pitfall!, Pokémon Rojo y Azul, Pokémon Amarillo, Super Mario Land, Super Mario Land 2: 6 Golden Coins, Tetris y Wario Land: Super Mario Land 3.
Por otro lado también contó con cartuchos especiales que incorporaban diferentes funciones entre ellos los rumble pak, que incorporaban vibración al juego, los real time clock (reloj en tiempo real), los tilt-in (inclinómetro) y los que integraban el GB kiss (captador de infrarrojos).
Debido a su compatibilidad con los juegos de Game Boy, el período de lanzamiento de Game Boy Color tenía una gran biblioteca jugable. El sistema acumuló una biblioteca de 576 juegos de Game Boy Color durante un período de cuatro años. Si bien la mayoría de los juegos son exclusivos de Game Boy Color, aproximadamente el 30% de los juegos lanzados son compatibles con la Game Boy original.
Tetris para Game Boy es el juego más vendido compatible con Game Boy Color, y Pokémon oro y Pokémon plata son los juegos más vendidos desarrollados principalmente para él. El juego exclusivo de Game Boy Color más vendido es Pokémon cristal.
El último juego de Game Boy Color lanzado es el exclusivo japonés Doraemon no Study Boy: Kanji Yomikaki Master, en el 18 de julio de 2003. El último juego lanzado en Norteamérica es Harry Potter and the Chamber of Secrets, lanzado en el 15 de noviembre de 2002. En Europa, el último juego lanzado para el sistema es Hamtaro: Ham-Hams Unite!, en el 10 de enero de 2003.

## Ventas
El 31 de marzo de 2005 la Game Boy y la Game Boy Color vendieron 32,47 millones de unidades en Japón, 44,06 millones en Estados Unidos y 42,16 en el resto del mundo. En total, el 31 de marzo de 2005 las ventas mundiales de ambas consolas llegaba a los 118,7 millones de unidades, aunque la venta de juegos para el sistema se vio afectada por la piratería, ya que era difícil identificar un cartucho original de uno pirata.

## Juegos
Debido a su compatibilidad con versiones anteriores de los juegos de Game Boy, Game Boy Color se lanzó con una gran biblioteca de juegos. El sistema acumuló una biblioteca de 576 juegos de Game Boy Color durante un período de cuatro años. Si bien la mayoría de los juegos son exclusivos de Game Boy Color, aproximadamente el 30% de los juegos lanzados son compatibles con el Game Boy original. La mayoría de los juegos de Game Boy Color lanzados después de 1999 no son compatibles con el Game Boy original..
Tetris para el Game Boy original es el juego más vendido compatible con Game Boy Color, y Pokémon Gold y Silver son los juegos más vendidos desarrollados principalmente para él. El juego exclusivo de Game Boy Color más vendido es Pokémon Crystal..
El último juego de Game Boy Color lanzado fue el exclusivo japonés Doraemon no Study Boy: Kanji Yomikaki Master, el 18 de julio de 2003. El último juego lanzado en América del Norte es Harry Potter and the Chamber of Secrets, lanzado el 15 de noviembre de 2002.[8] En Europa, el último juego lanzado para el sistema fue  Hamtaro: Ham-Hams Unite!, , el 10 de enero de 2003.
Más allá de los juegos lanzados oficialmente para la plataforma, existe una comunidad en línea activa que crea nuevos juegos para Game Boy y Game Boy Color mediante el uso de herramientas como GB Studio.Un ejemplo de ello es Dragonhym (originalmente Dragonborne), que estaba disponible para su lanzamiento en un cartucho físico que se podrá jugar en Game Boy Color.

### Juegos de lanzamiento

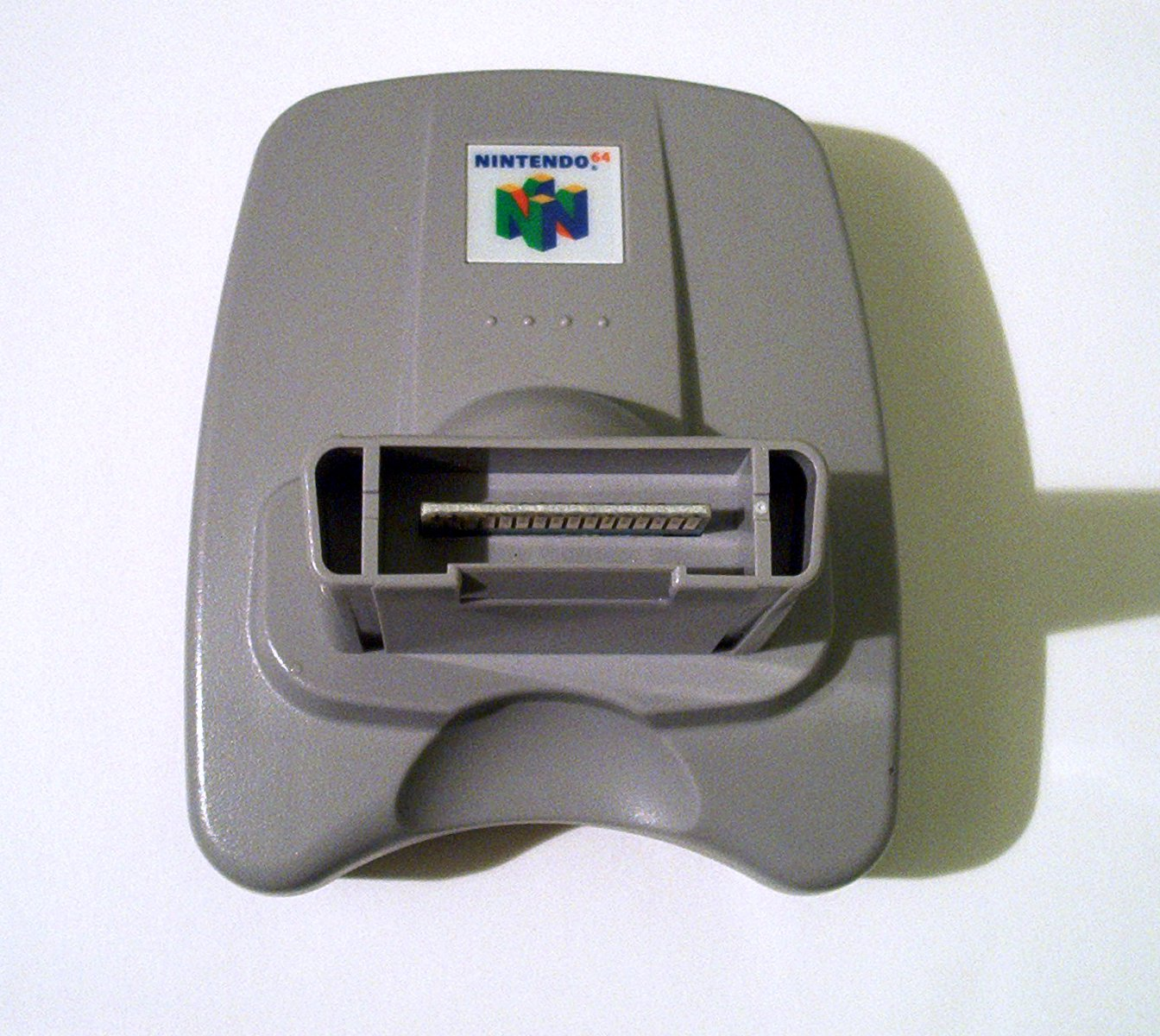
Con el Transfer Pak, algunos juegos de Game Boy Color se pueden conectar en la consola Nintendo 64.

| Título                  | JP | NA | EU | Descripción                                                               |
| ----------------------- | -- | -- | -- | ------------------------------------------------------------------------- |
| Centipede               | No | Sí | Sí | Juego monocromático hecho por Accolade.                                   |
| Dragon Warrior Monsters | Sí | No | No | Juego de rol portátil de la serie Dragon Quest.                           |
| Game & Watch Gallery 2  | No | Sí | Sí | Secuela de Game & Watch Gallery de 1995 para la Game Boy.                 |
| Hexcite                 | Sí | No | No | Juego de puzle.                                                           |
| Pocket Bomberman        | No | Sí | Sí | Juego de plataformas de la serie Bomberman.                               |
| Pocket Bowling          | Sí | No | No | Juego de deportes.                                                        |
| Tetris DX               | Sí | Sí | No | Port del juego Tetris.                                                    |
| Wario Land II           | Sí | No | No | Secuela del juego de plataformas de 1993, Wario Land: Super Mario Land 3. |

### Cartuchos
Los juegos se almacenan en cartuchos llamados Game Boy Game Paks, usando chips de memoria de solo lectura (ROM). Debido a las limitaciones de la arquitectura de 8 bits del dispositivo, el tamaño máximo de ROM al que podría acceder al procesador fue de 32 kb. Nintendo superó esta limitación con un controlador de banco de memoria (MBC) en el cartucho.Este chip se encuentra entre el procesador y la ROM y puede cambiar entre bancos de ROM de 32 KB. Usando esta tecnología, Nintendo creó juegos de color Game Boy que usan hasta 8 megabytes de tamaño. Game Paks puede proporcionar funcionalidad adicional al sistema Game Boy. Algunos cartuchos incluyen hasta 128 kb de RAM para aumentar el rendimiento, que puede ser una batería-Pasado para guardar el progreso cuando la computadora de mano está apagada, las chips de reloj en tiempo real pueden realizar un seguimiento del tiempo incluso cuando el dispositivo está apagado, y los cartuchos Rumble Pak  agregan retroalimentación de vibración para mejorar el juego.
El color Game Boy tiene compatibilidad con todos los juegos originales de Game Boy. Se lanzaron tres tipos principales de cartuchos:

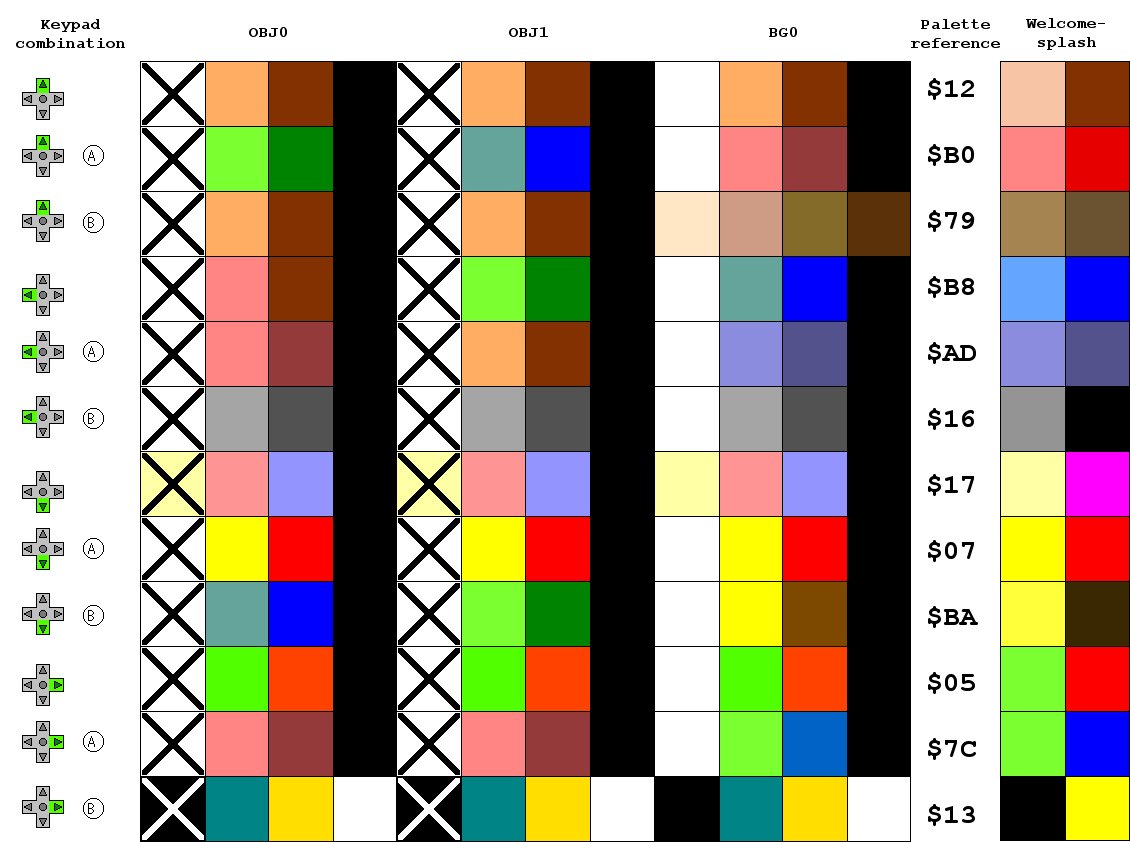
Muestras de las paletas de colores y las combinaciones clave para seleccionarlas en un juego de juego original.

Original Game Boy Game Pak: (Case gris): los cartuchos clásicos de Game Boy. El  Game Boy color aplica una paleta de colores limitada (a menudo verde oscuro) usando cuatro a diez colores para mejorar los juegos originalmente destinados a presentarse en cuatro tonos de gris. La rom "Bootstrap" de Game Boy Color fue programada con paletas de colores predeterminadas para más de 90 títulos, principalmente juegos populares Para juegos sin valor, los usuarios pueden elegir entre 12 paletas diferentes utilizando combinaciones de botones. Una opción de paleta dedicada replica la experiencia original de la escala de grises Game Boy
Color enhanced Game Boy Game Pak: (Case negro): estos cartuchos pueden usar las capacidades a todo color de la consola (56 colores simultáneamente de una paleta de 32,768) mientras permanecen compatibles con el original donde se presentan en cuatro tonos de gris. Esta compatibilidad se produce a expensas de no poder utilizar la mayor velocidad y memoria de procesamiento.
Game Boy Color Game Pak: (Case transparente): diseñado específicamente para el  Game Boy color, estos cartuchos cuentan con el rango a todo color (56 colores simultáneamente en una paleta de 32,768) y se benefician de la mayor velocidad de procesamiento y memoria del color de Game Boy. Debido a esta dependencia del hardware más nuevo, Estos juegos son incompatibles con los modelos más antiguo de Game Boy.

### Diez juegos más vendidos
| N.º | Título                                                    | Desarrolladora            | Distribuidora(s) | Fecha de Lanzamiento | Ventas (millones) | Referencias |
| --- | --------------------------------------------------------- | ------------------------- | ---------------- | -------------------- | ----------------- | ----------- |
| 1   | Pokémon Gold and Silver                                   | Game Freak                | Nintendo         | 1999-11-21           | 23,100,000        | [ 22 ]      |
| 2   | Pokémon Crystal                                           | Game Freak                | Nintendo         | 2000-12-14           | 6,390,000         | [ 22 ]      |
| 3   | Pokémon Pinball                                           | Jupiter                   | Nintendo         | 1999-04-14           | 5,310,000         | [ 23 ]      |
| 4   | Super Mario Bros. Deluxe                                  | Nintendo EAD              | Nintendo         | 1999-05-01           | 5,070,000         | [ 23 ]      |
| 5   | The Legend of Zelda: Oracle of Seasons and Oracle of Ages | Flagship                  | Nintendo         | 2001-02-27           | 3,960,000         | [ 24 ]      |
| 6   | Pokémon Trading Card Game                                 | Creatures Inc.Hudson Soft | Nintendo         | 1998-12-18           | 3,720,000         | [ 23 ]      |
| 7   | Yu-Gi-Oh! Duel Monsters 4: Battle of Great Duelists       | Konami                    | Konami           | 2000-12-07           | 2,500,000         | [ 25 ]      |
| 8   | Dragon Warrior Monsters                                   | Tose                      | Enix             | 1998-09-25           | 2,350,000         | [ 26 ]      |
| 9   | The Legend of Zelda: Link's Awakening                     | Nintendo EAD              | Nintendo         | 1998-12-12           | 2,220,000         | [ 27 ]      |
| 10  | Wario Land 3                                              | Nintendo R&D1             | Nintendo         | 2000-03-21           | 2,200,000         | [ 23 ]      |

## Especificaciones técnicas
| tipo          | datos | datos | imagen |
| ------------- | --- | --- | ------ |
| gpu           | Controlado por la CPU | Controlado por la CPU |        |
| gpu           | Sprites máximos | 40 en total, 10 por línea, 4 colores por sprite (uno de los cuales es transparente) |        |
| gpu           | Tamaño del sprite | 8×8 o 8×16 |        |
| gpu           | sprites en pantalla | 512 (360~399 visibles, el resto se extrae de la pantalla como un búfer de desplazamiento) |        |
| CPU:          | Sharp LR35902 llamado "CPU SM83" en manuales de desarrollo y "CPU CGB B" en la board (híbrido personalizado entre basado en Zilog-Z80 e Intel 8080) | Modo normal: el SM83 funciona a ~ 4.19 MHz. Modo de doble velocidad: el SM83 funciona a ~ 8.38 MHz. |        |
| CPU:          | bus de datos | 8 bits |        |
| CPU:          | bus de direcciones | 16 bits |        |
| Memoria       | RAM | 32 KB |        |
| Memoria       | Rom | 2 KB |        |
| Memoria       | VRAM | 16 KB |        |
| Memoria       | Hram (High RAM) (incluida en el cpu) | 128 Bytes |        |
| Sonido:       | Unidad de Procesamiento de Audio (APU) | Estéreo PSG de 4 canales: |        |
| Sonido:       | Canales | - 2 canales de onda cuadrada, - 1 canal de ruido, - 1 canal de memoria de onda ("hakei memory"). |        |
| Sonido:       | Salida | parlante mono, jack de 3.5mm audio estéreo |        |
| Pantalla:     | Pantalla dotmatrix Sharp en color: | Pantalla dotmatrix Sharp en color: |        |
| Pantalla:     | Tipo | Pantalla de cristal líquido a color (LCD) de transistor de película fina (TFT) reflectante |        |
| Pantalla:     | frecuencia de actualización (fps): | 59.727500569606 Hz |        |
| Pantalla:     | Tamaño de la pantalla (jugable) | 44 por 40 mm (1,7 por 1,6 pulgadas) |        |
| Pantalla:     | Resolución | 160 (W) × 144 (h) píxeles (relación de aspecto 10: 9; misma relación de aspecto y resolución que la Game Boy original) |        |
| I/O           | A B selectstart ⬅ ⬆ ⬇ ⮕ Panel de control Botón de encendido/Potenciómetro de volumen Interruptor de alimentación Game Link Cable: (512 kbit/s entre hasta 4 dispositivos) infrarrojos: (9.5 kbit/s:utilizables a distancias inferiores a 2 m, y dentro de 45 °) Game Boy Game Pak | A B selectstart ⬅ ⬆ ⬇ ⮕ Panel de control Botón de encendido/Potenciómetro de volumen Interruptor de alimentación Game Link Cable: (512 kbit/s entre hasta 4 dispositivos) infrarrojos: (9.5 kbit/s:utilizables a distancias inferiores a 2 m, y dentro de 45 °) Game Boy Game Pak |        |

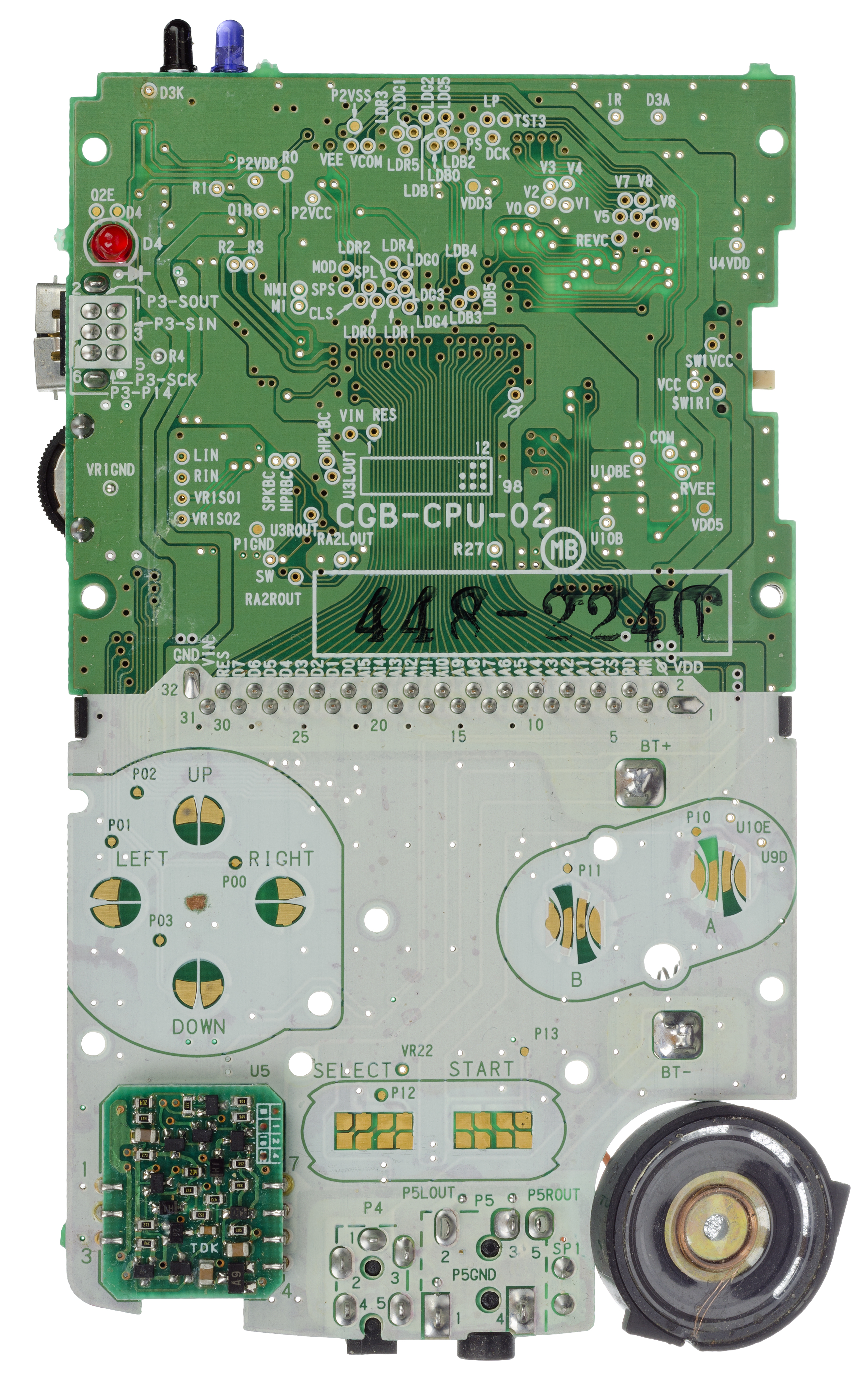
motherboard de frente

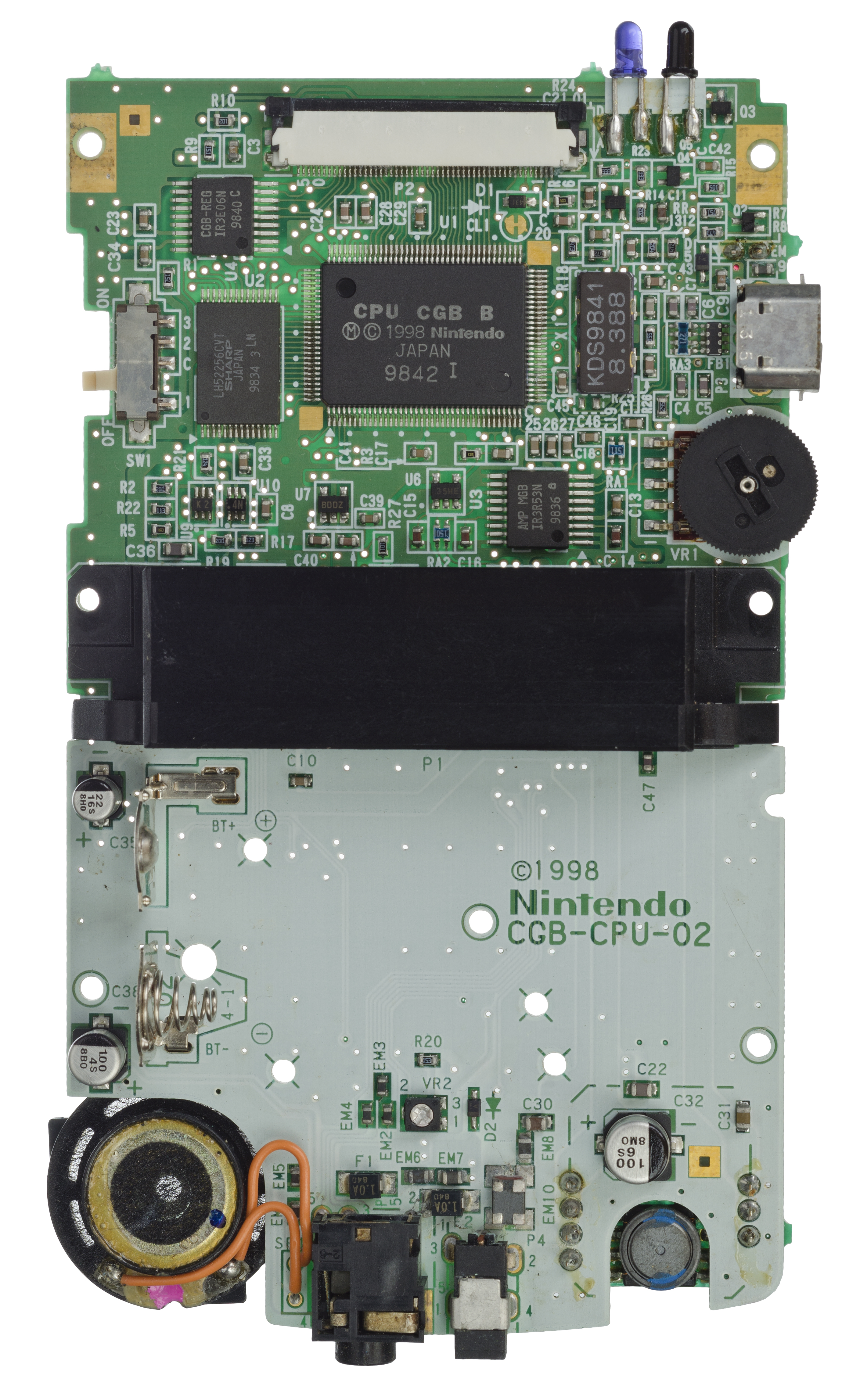
motherboard de atrás

| Dimensiones   | - 133 mm de altura⬍ - 75 mm de ancho ⬌ - 27 mm de fondo.🠽 | - 133 mm de altura⬍ - 75 mm de ancho ⬌ - 27 mm de fondo.🠽 |        |
| peso          | 138 g (4.9 oz) | 138 g (4.9 oz) |        |
| Alimentación: | Consumo | 70–80 mAh |        |
| Alimentación: | Pilas | 2 pilas AA |        |
| Alimentación: | duración | ±10 horas |        |
| Alimentación: | Alimentación externa | 3 V DC 0,6 W (2,35 mm × 0,75 mm) |        |
| Colores:      | 32.768, máximo 56 en pantalla | 32.768, máximo 56 en pantalla |        |
| ROM:          | 8 MB | 8 MB |        |
| Cartucho RAM: | 128 KB | 128 KB |        |

### colores
Nintendo había tenido éxito vendiendo versiones en color de Play It Loud! Game Boy y Game Boy Pocket, por lo que la compañía lanzó el Color en varias variantes de carcasa.
El logotipo de Game Boy Color explica la palabra "color" en los cinco colores originales en los que se fabricó la unidad: Berry (C), Grape (O), Kiwi (L), Dandelion (O),
y verde azulado (r). Otro color lanzado al mismo tiempo era "Atomic Purple", hecho de un plástico púrpura translúcido. Otros colores se vendieron como ediciones limitadas o en países específicos.

## Recepción

### Ventas
Game Boy y Game Boy Color tuvieron éxito comercial, vendiendo un total combinado de 32,47 millones de unidades en Japón, 44,06 millones en América y 42,16 millones en otras regiones. En el momento de su discontinuación en 2003, las ventas combinadas de Game Boy fue la consola más vendida de todos los tiempos. Superadas en ventas más tarde por Nintendo DS, PlayStation 2 y Nintendo Switch, ahora la cuarta consola más vendida y la segunda portátil más vendida de todos los tiempos. Las ventas de la consola fueron impulsadas en parte por el éxito de Pokémon Oro y Plata y Pokémon Cristal, con ventas combinadas de 29,5 millones de unidades, lo que los convierte en uno de los videojuegos más vendidos de todos los tiempos.
Las ventas de Game Boy Color fueron fuertes en el momento del lanzamiento. Nintendo of America informó una venta de un millón de unidades desde su lanzamiento hasta diciembre de 1998, y de dos millones en julio de 1999. Las cadenas minoristas de Estados Unidos informaron de una demanda inesperadamente alta de la consola, y los ejecutivos de FuncoLand informaron de ventas y ventas "muy agradables e imprevistas". Electronics Boutique afirma que "toda la línea Game Boy Color acaba de explotar, incluidos los accesorios" en el momento del lanzamiento. Ante la alta demanda mundial y los precios minoristas competitivos, minoristas como CompUSA agotaron sus existencias de Game Boy Color en las semanas previas a la temporada navideña de 1998.

### Recepción
La recepción de Game Boy Color fue positiva y los críticos elogiaron la adición de color y la claridad mejorada de la pantalla. Publicaciones afiliadas como Total Game Boy elogiaron la portátil por su "imagen brillante y colorida que se puede ver con luz directa", características de compatibilidad con versiones anteriores que preservan el "vasto catálogo de juegos originales de Game Boy" y rendimiento técnico mejorado. Computer and Video Games elogió a Game Boy Color por hacer que la biblioteca de juegos de Game Boy "se vea mejor que nunca: todo es nítido, brillante y en color". Escribiendo para GameSpot, Chris Johnston afirmó que la pantalla era "clara como el cristal" y libre de desenfoque de movimiento, afirmando que Tetris DX era la "aplicación principal" de los títulos de lanzamiento en la plataforma. Las críticas más suaves incluyeron las de Arcade, quien admitió que los colores eran "muy impresionantes" pero "no tan llamativos como cabría esperar [...] son principalmente verdes algas, marrones oxidados, amarillos tímidos y similares". Concluyeron que "nada en [Game Boy Color] es muy radical", pero también dijeron que el dispositivo era "Game Boy como siempre debería haber sido".

### Legado
El legado de Game Boy Color ha estado moldeado por la percepción de que la portátil era una actualización transitoria de Game Boy en lugar de una portátil completamente nueva. En "history of Nintendo", del autor Jeff Ryan señaló que Game Boy Color tenía reputación de "máquina heredada" que tuvo éxito principalmente debido a su retrocompatibilidad, ya que "pocos querían perder todos los cartuchos de Dr. Mario y Pokémon que habían acumulado en almacenes. A través de los años." Citado en Retro Gamer, el desarrollador de Blitz Games Studios, Bob Pape, reconoció que aunque "retrocompatibilidad definió más o menos Game Boy Color", la portátil "cumplía todos los requisitos en cuanto a tamaño, duración de la batería, confiabilidad y, lo más importante, compatibilidad".
La evaluación positiva del legado de Game Boy Color también se ha centrado en los méritos de su biblioteca de juegos, particularmente en sus títulos third-party. Travis Fahs de IGN señaló que si bien "la vida de Game Boy Color fue relativamente breve", "creó una pequeña biblioteca de juegos excelentes", incluidos Wario Land 3 y Pokémon Gold y Silver, y una "única" y "antes inaudito". Liberia de third-party, incluidos Dragon Warrior Monsters, Metal Gear Solid y Yu-Gi-Oh! Dark Duel Stories. Ashley Day de Retro Gamer señaló que la portátil tenía un estado "pasado por alto", afirmando que "Game Boy Color (tiene) una reputación injusta como la única computadora de mano de Nintendo con pocos títulos que valga la pena, pero este simplemente no es el caso... regresando a Game Boy Color ahora revela una gran cantidad de fantásticos juegos que nunca supiste que existían, especialmente aquellos disponibles para importación".